# Eich (Kempten)
Die Eich (früher auch Aich) gehört zum statistischen Stadtteil 8 der kreisfreien Stadt Kempten (Allgäu) (Südliche Stadtmitte, Eich). Die durch den Hermannstobel geteilte Ortschaft befindet sich im Süden Kemptens zwischen dem Kemptener Hauptbahnhof und der Iller. Die ursprüngliche Ortschaft umfasste nur den Teil südlich des Hermanntobels. Zu dem Ortsteil gehört auch die Georgsinsel in der Iller.

## Geschichte

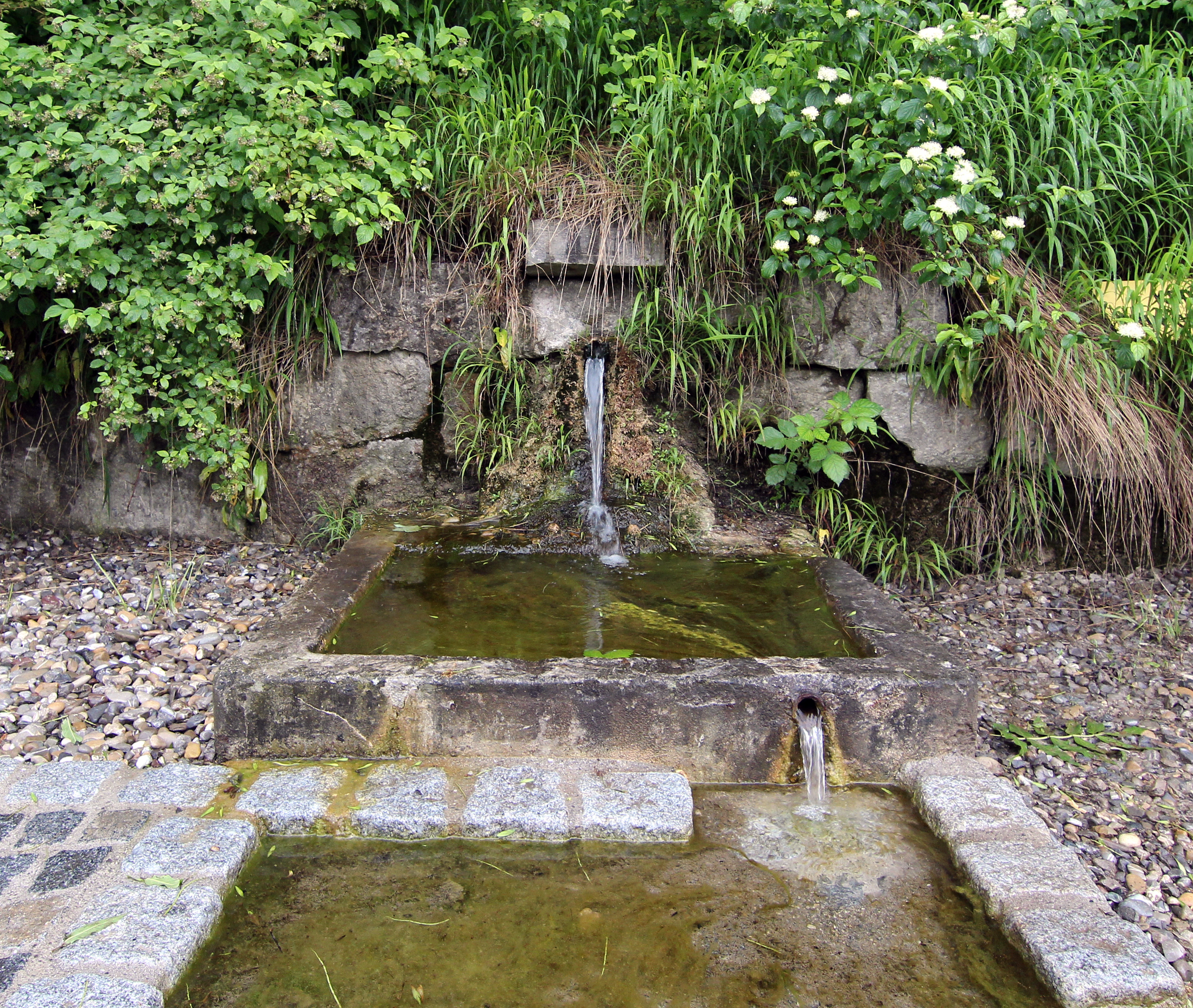
Die gefasste Quelle des ehemaligen Mineralbads

In der Eich gab es über Jahrhunderte ein kleines Mineralbad, das eine gering mineralisierte Heilquelle für Kuranwendungen nutzte. Nachgewiesen ist dieses Heilbad ab dem Jahr 1593. Bis 1841 wurde das Wasser aus einer Quelle am Hang für Anwendungen verwendet.
1760 wurde die später sogenannte Kremser-Villa erbaut, die bis zum Ende des Bades sein Hauptgebäude war. Ab 1850 diente das Gebäude als Direktorenwohnung für die Textilfabrik in Kottern, die sich auf der anderen Uferseite der Iller befand und bis in die frühen 1990er Jahre betrieben wurde.
Kurz nach der Betriebsaufgabe der Kotterner Textilfabrik verkaufte der Eigentümer die Villa an das kommunale Wohnungsbauunternehmen Sozialbau. 1996 wurde die leerstehende Kremser-Villa unter Denkmalschutz gestellt. Am 23. April 1999 brannte die Villa ab. Es wurde vermutet, dass zündelnde Kinder das Feuer verursacht hatten. Die Brandruine wurde 2000 abgerissen; ein Nebengebäude bald darauf. Die Sozialbau, als Eigentümerin des verbrannten Gebäudes, plante zu dieser Zeit einen Neubau, der sich an der früheren Villa orientierte, aber nicht realisiert wurde.
Erhalten von der historischen Anlage des Bades mit Villa sind noch Wirtschaftsgebäude oberhalb des Illerufers, die heute für Wohnungen genutzt werden.
Nach der Häuserstatistik um 1800 bestand Eich aus fünf Anwesen (drei Bauerngüter, das Wirts-Gut und den „Kronenwirt“) mit einer Gesamtfläche von 233,34 Tagewerk, was 79,51 Hektar entspricht.
Im Zuge der Gemeindebildung wurde die Eich zusammen mit rund 115 anderen Ortschaften zur Ruralgemeinde St. Lorenz verbunden. Durch einen Beschluss vom 1. Oktober 1934 verlor St. Lorenz die Ortschaft Eich (sowie mehr als 20 andere Ortschaften) wieder an Kempten.

## Einrichtungen
In der Eich befindet sich die Grundschule Kottern/Eich. In Teilen der Eich und Waltenhofens befindet sich der Friedhof Eich.

## Kirche Maria Hilfe der Christen
1939 wurde der alte, 1838 geweihte Kirchenbau ersetzt. Architekt des Neubaues war Andor Ákos. Nach ihm ist in der Nähe dieser Kirche der Akosweg benannt.

## Verkehr
Der Haltepunkt Eich lag an der Bahnstrecke Buchloe–Lindau. Die Züge fahren inzwischen ohne Halt durch.